# Аймен Бушхтуа
Аймен Бушхтуа (англ. Aymen Bouchhioua, нар. 24 серпня 1979, Триполі, Лівія) — туніський футболіст, півзахисник.

## Життєпис
У Тунісі виступав за: «Зарзіс», «Есперанс», «Етуаль дю Сахель». Взимку 2007 року перейшов у луганську «Зорю». У чемпіонаті України дебютував 7 квітня 2007 року в матчі проти запорізького «Металурга» (1:0). Усього за «Зорю» провів 2 матчі у Вищій лізі і 7 ігор в молодіжній першості. Пізніше повернувся на батьківщину в клуб «Етуаль дю Сахель». Влітку 2007 року побував на перегляді в німецькому «Падерборні». У лютому 2008 року перейшов в швейцарський «Арау». Провів 6 ігор в швейцарській Суперлізі.
Виступав за молодіжну збірну Тунісу до 23 років.